# Fästampen (platsnamn)
Fästampen är ett platsnamn i Sverige som kommer från att det har funnits en benstamp på platsen. I den framställdes benmjöl genom att man krossade (stampade) ben från kreatur (fä). Stampen var vanligen vattendriven, varför orterna med namnet Fästampen ligger vid olika vattendrag. Namnet förekommer på ett flertal platser, främst i Småland, Västergötland och Skåne.